# ヨドバシAkiba
ヨドバシAkiba（ヨドバシアキバ、英称：Yodobashi-Akiba）は、東京都千代田区神田花岡町1番地1（秋葉原駅前）にある複合商業施設である。核店舗は、ヨドバシカメラ マルチメディアAkiba。

## 概要
建物は高さ60m、地上9階・地下6階で、そのうち地下2階から地下6階は駐車場である。ヨドバシカメラの中ではヨドバシ梅田（大阪市北区）に次ぐ規模である。また、ヨドバシカメラ店舗で地名表記がラテン文字になっているのは当店のみである。
地下駐車場は520台収容でき、地上に近いフロア（地下2階）から順に開場する。入庫具合を見て下階を開場するが、地下6階は原則日曜日の大混雑時・繁忙期に開放する。夕方以降は出庫ラッシュが続くため、時間が掛かる場合がある。日曜日や12月のクリスマスシーズン、元旦のお正月シーズン等の繁忙期は多くの車が入庫するため、周辺道路も混雑する可能性が非常に高い。また、地下1階には有料のバイク駐車場、地下6階には自転車駐輪場（地上から直通エレベーターを利用）も併設されている。
1階から6階の大手家電量販店であるヨドバシカメラのマルチメディアAkibaを中心に、多数のテナントが入居している。外国人観光客が多い地域であることや、周辺にオフィス街が広がっていることから、各種家電の他にも旅行グッズ、文具などの品揃えも豊富である。
JR中央改札口側の出入口の上壁面には全長9.85mの大型ビジョン「ヨドび（Yodobashi Vision）AKIBA」が設置されているほか、1F・2Fエレベーター前には大型ディスプレイ「ヨドびTV」が設置されている。
2001年10月に日本鉄道建設公団の所有地だった日本通運、日本運輸倉庫跡地を取得、マルチメディア川崎ルフロンでの試行結果を基にして、2005年9月16日に開業した。先行開業しているマルチメディア梅田と同様、デパート風の建物・広い売場・豊富な品揃えに加え、カフェ・レストラン街等の併設という、これまでの家電量販店のイメージを覆すものであり、これらが奏功して連日多くの客が訪れ、今や秋葉原のランドマーク的な存在である。また、人気製品が発売されると客が店頭前に殺到し、発売日前日に数百人規模で行列が出来ることがあり、こういった行列風景をマスメディアなどで報道されることがある。

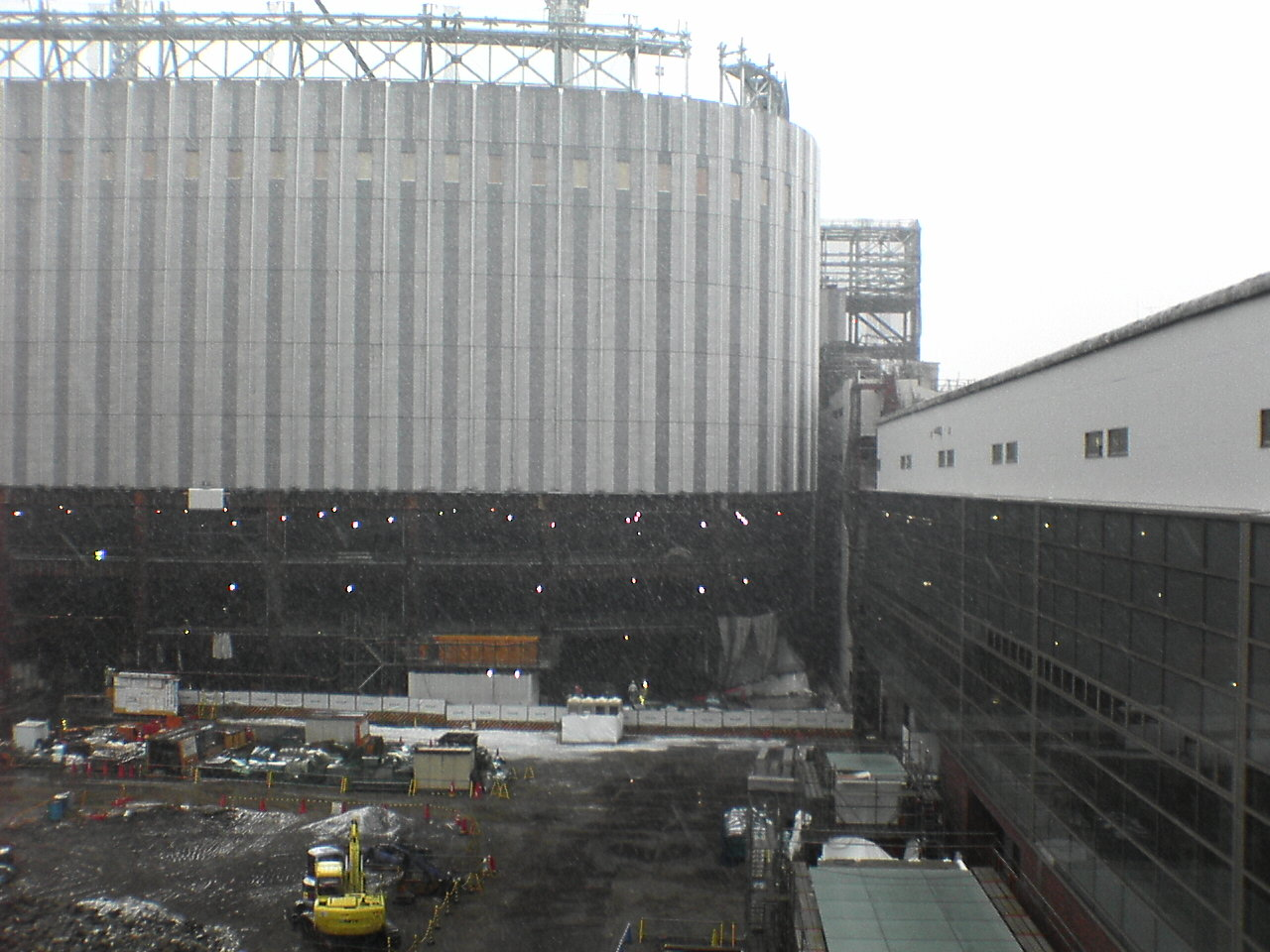
建設中のヨドバシAkiba（2004年12月29日）

秋葉原の電気街とは線路をはさんで反対側に位置していることなどから、ヨドバシAkiba開業以降、電気街側では客を奪われ閉鎖に追い込まれた家電量販店も多い。しかし、秋葉原を訪れる人の数自体は増加しており、ヨドバシ梅田の開業で地域そのものが衰退したでんでんタウン（大阪市浪速区日本橋）とは違った様子を見せている。
同区画の北西の一角には別の商業ビルが建っている。
テーマソングは他店舗同様、「リパブリック讃歌」の替え歌「ヨドバシカメラの歌」で、マルチメディアAkiba専用の歌詞になっている。歌詞の一部が新宿西口本店用のものと共通しているほか、首都圏新都市鉄道つくばエクスプレスも登場する。
マスコットキャラクターは従来の電車のキャラクター「山の手くん」である。また、2009年4月下旬頃からメイド風の女性キャラクターが登場した。服装は山手線の車両（E231系電車500番台）を元にしたデザインで、カラーリングは山手線を元にした緑系をはじめ数パターンある。ビルの外装のほか、店内のポップ、テレビCMにも登場している。2009年（平成21年）6月頃からは首都圏新都市鉄道つくばエクスプレスの車両を元にしたデザインの服を着た、執事風の男性キャラクターも登場。7月頃から女性キャラには「ヨドちゃん」、男性キャラには「ヨドくん」という名前がつけられている。この他ヨドびでの外国人向け英語店舗案内映像にはSpecial YODOBASHI Ambassador（店員）「JODIE」とCosplay Fairy（コスプレをした妖精）の「CHIBI」が登場している。2012年よりビルの外装のキャラクターを「山の手くん」に戻した後、同年夏ごろに外装看板のリニューアルのため外し、空き状態となっている。

## フロア構成
（2025年1月現在）
- 9階
  - リラクゼーションサロン　ルアンルアン（リラクセーション）
  - ゴルフプラザ アクティブAKIBA（ゴルフ）
  - アクティブAKIBA ゴルフガーデン＆バッティングセンター
- 8階
  - レストラン街 （ヨドバシakiba yy GOURMET）

個別テナントの詳細は公式サイト内フロアガイドを参照。
- 7階 - 専門店フロア
  - ユニクロ（ファッション）[3]
  - ABCマート（靴）
  - GLOBAL WORK（カジュアル）
  - 有隣堂（書籍、カフェ）
  - グランサックス（メンズバッグ・財布）
  - クイックガレージ（iPhone・Apple製品修理）
  - 近畿日本ツーリスト（旅行会社）
  - JINS（メガネ）
  - ダイソー
- 1階 - 6階 -  ヨドバシカメラマルチメディアakiba
- 地下1階 -  専門店フロア、バイク駐輪場
  - ビッグヴィジョン21（オーダースーツ）
- 地下2階 - 地下駐車場（平日最大駐車料金なし）
- 地下3階 - 地下駐車場（平日最大駐車料金あり 地下6階までのフロアで適用。）
- 地下4階 - 地下駐車場
- 地下5階 - 地下駐車場 ※平日、混雑する日曜日は概ねこのフロアまで開く。
- 地下6階 - 地下駐車場、自転車駐輪場

- 駐車場は、各フロアの入庫具合が90％程度で下層階が開場するようになっている。開場時間は午前7:30から深夜0時まで。平日は最初に地下2階から地下4階、土日祝日・年末年始シーズン（毎年12月23日～翌年1月3日頃）は最初に地下2階のみ開場する。満車及び、下層階が閉場時は入庫できない。

## ルイーダの酒場
2009年（平成21年）7月11日発売のニンテンドーDS専用ソフト『ドラゴンクエストIX 星空の守り人』（以下『IX』）に搭載されているすれちがい通信を充実させるため、同時期から店舗前に、ゲーム中の施設名を用いた「ルイーダの酒場」なる通信専用スペースを設けていた。通信目的のユーザーによって店内、特に6階のゲームコーナーが混乱しないよう、連日このスペース内で通信をするよう呼びかけていた。2010年（平成22年）4月28日に発売した『ドラゴンクエストモンスターズ ジョーカー2』（以下『ジョーカー2』）でもこのスペースが活用され、『すれちがいコロシアム』と掲げられていた。
「ルイーダの酒場」そのものは2010年3月頃には撤去された。その後も『ポケットモンスター ブラック・ホワイト』および『ポケットモンスター X・Y』、『ドラゴンクエストVII』、『すれちがいMii広場』、『ラブプラス＋』および『NEWラブプラス』など、ニンテンドーDSおよび後継機のニンテンドー3DS用ソフトのすれちがい目的などでゲーマーが集う光景が見られ、ネット経由でアイテム等を配信する場としても活用されていたが、Nintendo Switchではすれ違い通信自体が廃止されたため、単なるスマホゲームの遊び場や休憩所でしかならなくなった。

### メリット
『IX』では大勢の利用者がいることにより「宝の地図」の受け渡しを容易に行うことができ、特定のモンスターが多く出現する地図、貴重なアイテムのある宝箱の多い地図、歴代ボスキャラクターと戦闘ができる地図などの有益な地図を多数入手することができる。『ジョーカー2』ではすれちがい通信によるバトルが主目的となっており、多数のユーザー同士の対戦が実現していた。

### 問題点
毎日利用者が殺到するため、近隣の喫茶店などはすれちがい通信のために長時間居座られることに憂慮し、店内ではゲームをプレイしないよう呼びかけていた。
セーブデータ改造ツールを使用した改造データで通信を行うプレイヤーも大変多く、マナーの悪さが指摘されていた。
2009年（平成21年）9月11日からアーケードゲーム『ドラゴンクエスト モンスターバトルロードII』との連動要素が開始され、一時期は6階にもすれちがい通信用のスペースを設けていた。しかし、元々狭い通路を使用していたため人がぶつかり合うことが多く、店舗では「安全上の理由」として、この店の筐体からは連動が行われなくなる措置をとった。その後2010年（平成22年）9月下旬に稼働が終了し、筐体は撤去された。

## アクセス
- JR山手線・京浜東北線・総武線、東京メトロ日比谷線、首都圏新都市鉄道つくばエクスプレス秋葉原駅
  - つくばエクスプレス秋葉原駅とは同店つくばエクスプレス口にて直結（駅構内への階段・エスカレーターへ直結）
- 東京メトロ銀座線末広町駅
- 都営地下鉄新宿線岩本町駅